# Xlendi
Xlendi es una pequeña localidad en la parte suroeste de la isla de Gozo en la República de Malta. Pertenece al municipio de Munxar y por tanto no tiene escudo propio.

## Ubicación
La ciudad está a unos tres kilómetros al sureste de Victoria, en una bahía parecida a un fiordo que se adentra unos 500 metros en tierra firme y tiene unos 70 metros de ancho en su punto más estrecho. Al final de la bahía hay una playa de arena con un pequeño paseo marítimo. A ambos lados de la bahía, las rocas caen abruptamente hacia el mar. Las carreteras conducen a Xlendi desde Victoria y Sannat.

## Historia
La primera mención escrita del pueblo fue el 19. abril de 1550 bajo el nombre de "Xilendi". Incluso los romanos usaban el puerto de Xlendi porque ofrecía protección contra el mal tiempo. En medio de la bahía hay un arrecife que mató a muchos barcos romanos. Hoy en día, la gente del antiguo pueblo de pescadores vive principalmente del turismo.
El asteroide (55082) Xlendi recibió su nombre de la localidad en 2004.

## Atracciones turísticas
- La Iglesia de Xlendi está dedicada a la Virgen del Monte Carmelo. La fachada data de 1868, la parte trasera fue ampliada en 1969. En 1974 se volvió a inaugurar la iglesia.
- Una estatua blanca de San Andrés, el santo patrón de los pescadores, se encuentra sobre el puerto.
- A la entrada de la bahía, la Torre Xlendi, construida en 1650, se eleva sobre un acantilado. Hoy es la torre de defensa independiente más antigua de la isla de Gozo.[3]
- Un camino angosto conduce desde el pueblo en el lado norte de la bahía hasta Caroline Cave, una pequeña cueva de roca que una vez fue propiedad de Caroline Cauchi, una mujer victoriana adinerada.
- La cueva de Catalina de Siena está en el lado norte, fuera de la bahía. Lleva el nombre de Santa Catalina de Siena, una religiosa dominica.
- Xlendi es particularmente popular entre los buceadores, hay varias escuelas de buceo en la ciudad.

## Galería de imágenes

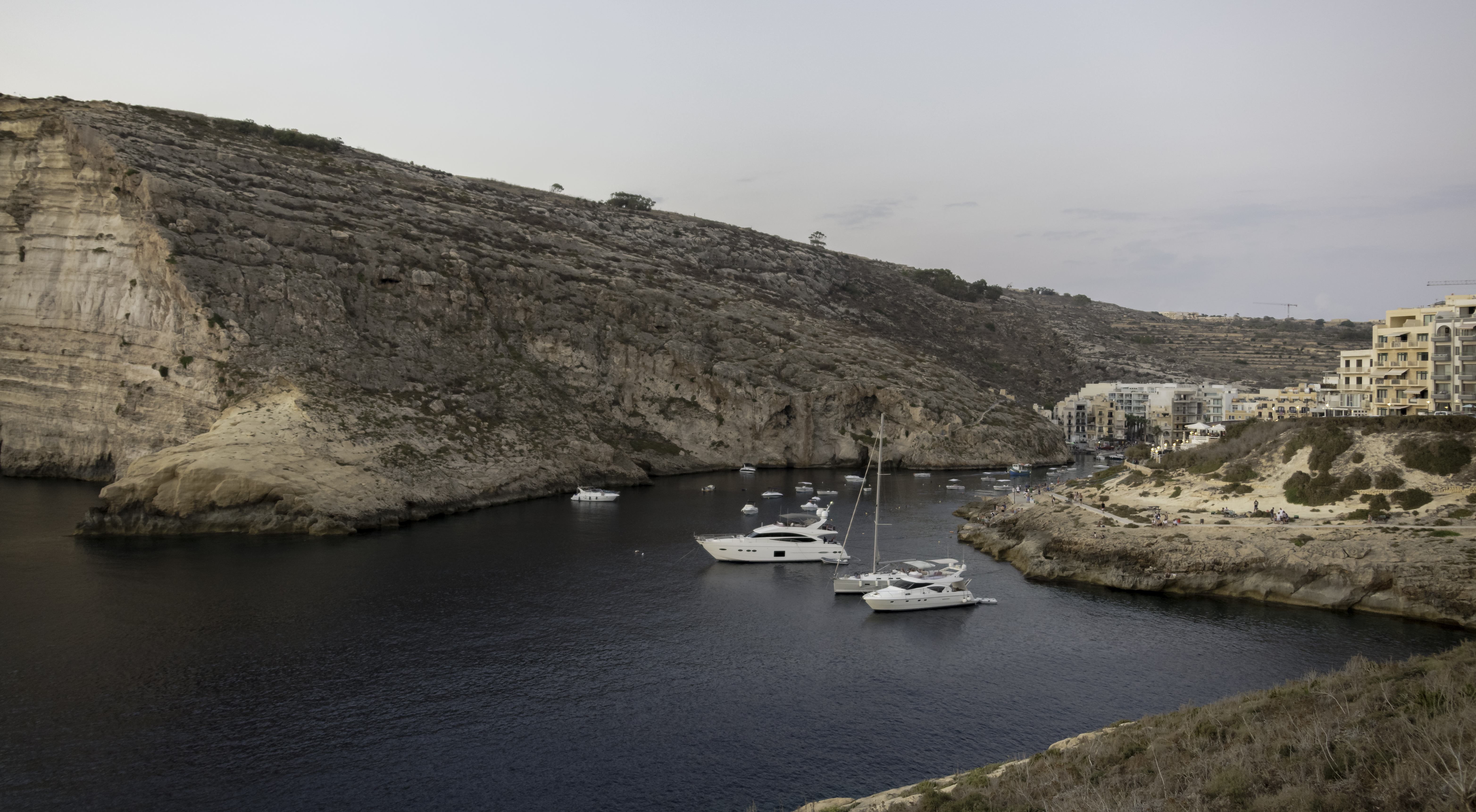
Vista de la bahía.
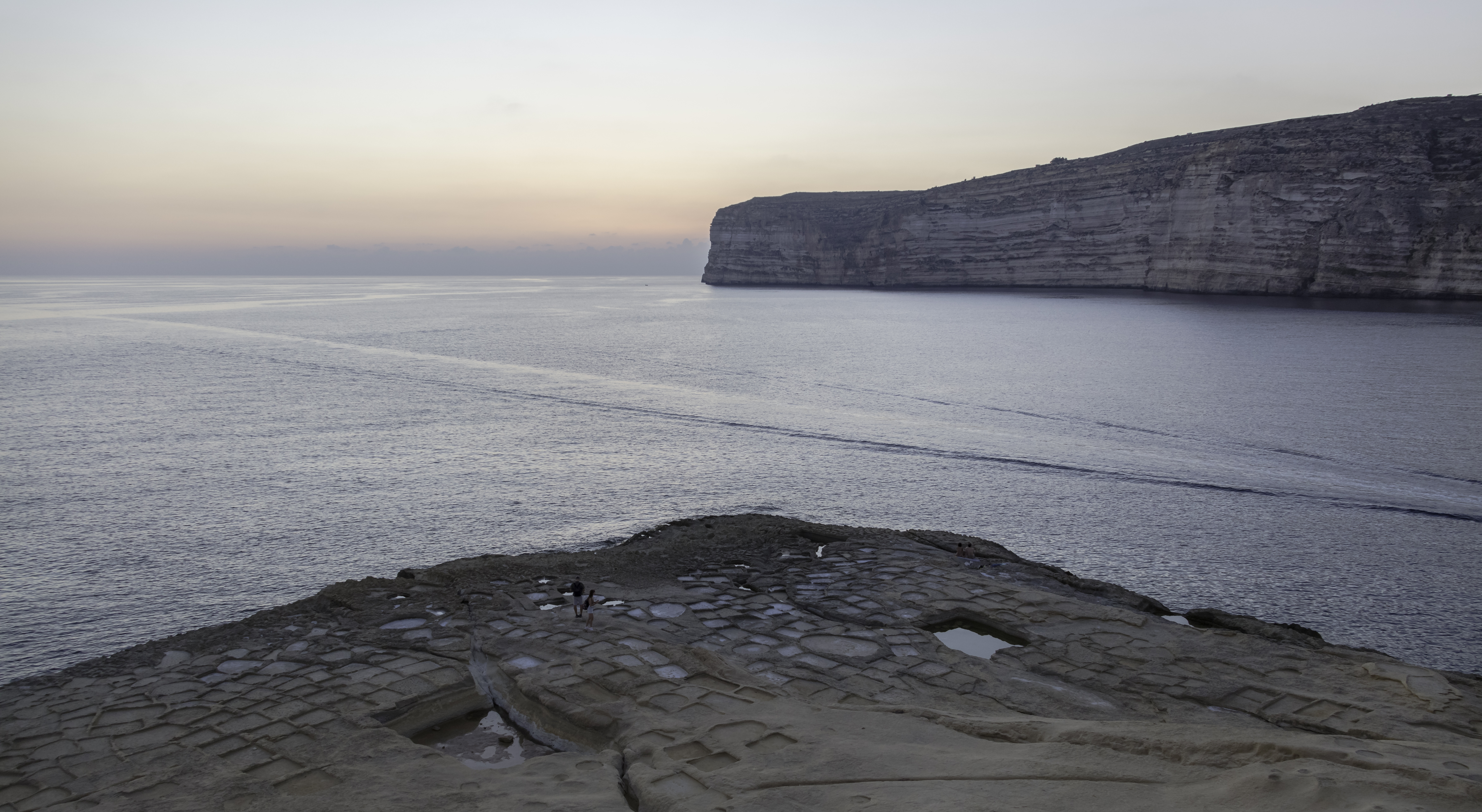
Salida al mar.
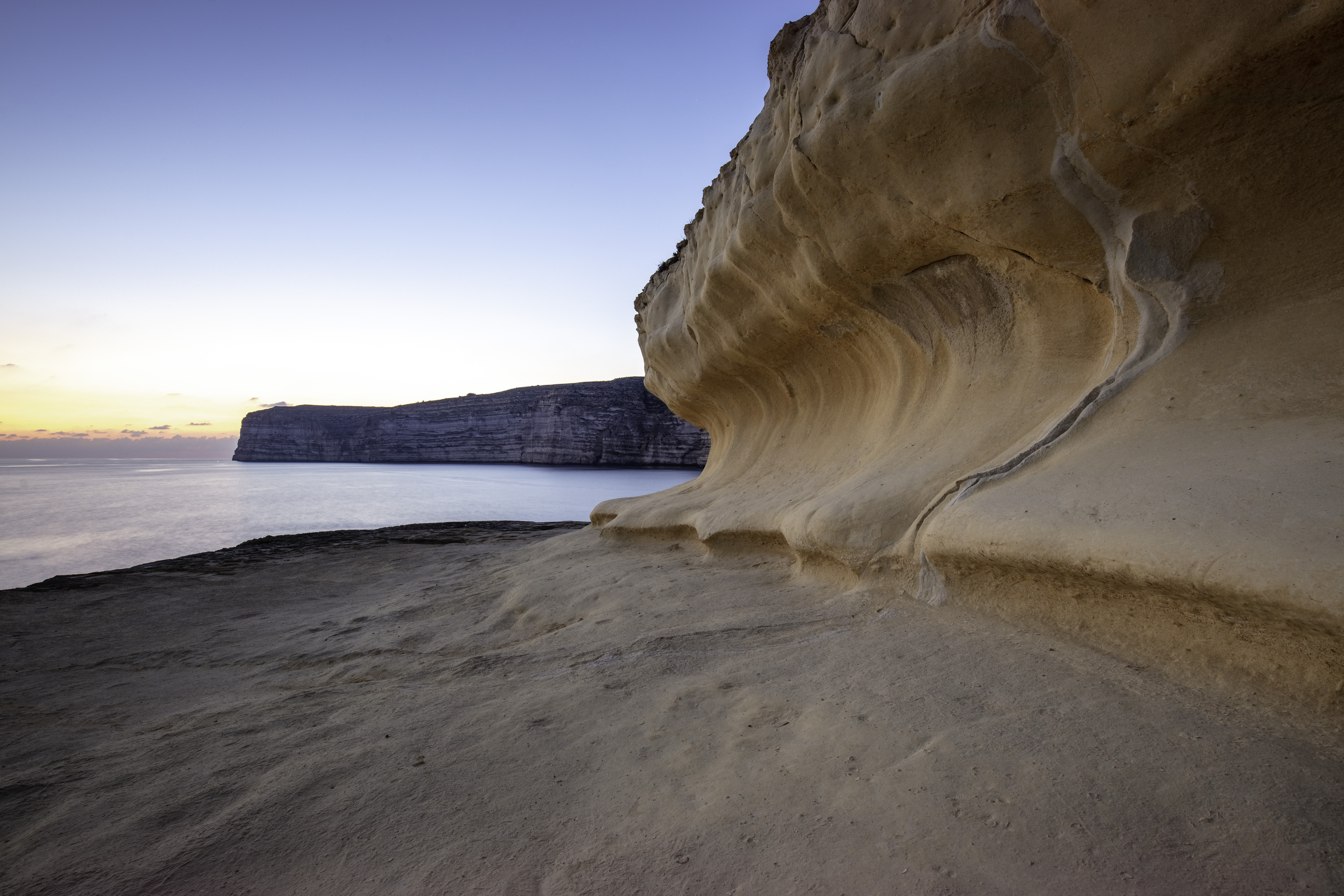
Vista durante la puesta del sol desde las cercanías de la torre.